# حافريات
الحافريات (الاسم العلمي: Ungulates) أو ذوات الحافر هي مجموعة مؤلفة من عدة رتب من الثدييات، بقي منها ست أو ثمان رتب. هناك خلاف فيما إذا كان من الممكن ان نعامل الحافريات كمجموعة فعلية (ناشئة عن تطور), أو فقط مجموعة (متشابهة الفراد لكن بدون صلة قرابة بينها)، بناء على ان الأبحاث تشير لعدم وجود مثل هذه القرابة كما يمكن للمرء أن يعتقد.

## التصنيف
كانت الحافريات تعتبر رتبة سابقا تنقسم إلى مجموعتين : وتريات الأصابع وشفعيات الأصابع. أعضاء هاتين الرتبتين يطلق عليهما اسم : حافريات حقيقية 'true ungulates' لتمييزها عن الحافريات الملحقة التي تتضمن أفرادا من الخرطوميات (الفيليات)، والخيلانيات والوبريات. تتضمن الحافريات:
حافريات حقيقية:
- شفعيات الأصابع: حافريات زوجية-الأظافر، مثل الماشية والغنم، الماعز، خنزير، الظبي، وغيرها.
- وتريات الأصابع: حافريات فردية-الأظافر مثل الخيل والكركدنيات

حافريات ملحقة:
- فيليات: فيل
- الوبريات: وبر
- آكلات النمل: آكل النمل
- زبابيات الفيل: زبابيات الفيل

|  | آكل النمل الحرشفي (البنغولينات)                |
|  |                                                |
|  | لواحم (القطط والضباع والكلاب والدببة والفقمات) |
|  |                                                |

|  | مفردات الأصابع (الخيول والتابير ووحيد القرن)                      |
|  |                                                                   |
|  | مزدوجات الأصابع (الجمال والخنازير والمشيميات وفرس النهر والحيتان) |
|  |                                                                   |

|  | آكل النمل الحرشفي (البنغولينات)                |
|  |                                                |
|  | لواحم (القطط والضباع والكلاب والدببة والفقمات) |
|  |                                                |

|  | مفردات الأصابع (الخيول والتابير ووحيد القرن)                      |
|  |                                                                   |
|  | مزدوجات الأصابع (الجمال والخنازير والمشيميات وفرس النهر والحيتان) |
|  |                                                                   |

|  | آكل النمل الحرشفي (البنغولينات)                |
|  |                                                |
|  | لواحم (القطط والضباع والكلاب والدببة والفقمات) |
|  |                                                |

|  | مفردات الأصابع (الخيول والتابير ووحيد القرن)                      |
|  |                                                                   |
|  | مزدوجات الأصابع (الجمال والخنازير والمشيميات وفرس النهر والحيتان) |
|  |                                                                   |

|  | آكل النمل الحرشفي (البنغولينات)                |
|  |                                                |
|  | لواحم (القطط والضباع والكلاب والدببة والفقمات) |
|  |                                                |

|  | مفردات الأصابع (الخيول والتابير ووحيد القرن)                      |
|  |                                                                   |
|  | مزدوجات الأصابع (الجمال والخنازير والمشيميات وفرس النهر والحيتان) |
|  |                                                                   |

|  | آكل النمل الحرشفي (البنغولينات)                |
|  |                                                |
|  | لواحم (القطط والضباع والكلاب والدببة والفقمات) |
|  |                                                |

|  | مفردات الأصابع (الخيول والتابير ووحيد القرن)                      |
|  |                                                                   |
|  | مزدوجات الأصابع (الجمال والخنازير والمشيميات وفرس النهر والحيتان) |
|  |                                                                   |

|  | آكل النمل الحرشفي (البنغولينات)                |
|  |                                                |
|  | لواحم (القطط والضباع والكلاب والدببة والفقمات) |
|  |                                                |

|  | مفردات الأصابع (الخيول والتابير ووحيد القرن)                      |
|  |                                                                   |
|  | مزدوجات الأصابع (الجمال والخنازير والمشيميات وفرس النهر والحيتان) |
|  |                                                                   |

|  | آكل النمل الحرشفي (البنغولينات)                |
|  |                                                |
|  | لواحم (القطط والضباع والكلاب والدببة والفقمات) |
|  |                                                |

|  | مفردات الأصابع (الخيول والتابير ووحيد القرن)                      |
|  |                                                                   |
|  | مزدوجات الأصابع (الجمال والخنازير والمشيميات وفرس النهر والحيتان) |
|  |                                                                   |

|  | آكل النمل الحرشفي (البنغولينات)                |
|  |                                                |
|  | لواحم (القطط والضباع والكلاب والدببة والفقمات) |
|  |                                                |

|  | مفردات الأصابع (الخيول والتابير ووحيد القرن)                      |
|  |                                                                   |
|  | مزدوجات الأصابع (الجمال والخنازير والمشيميات وفرس النهر والحيتان) |
|  |                                                                   |

|  | آكل النمل الحرشفي (البنغولينات)                |
|  |                                                |
|  | لواحم (القطط والضباع والكلاب والدببة والفقمات) |
|  |                                                |

|  | مفردات الأصابع (الخيول والتابير ووحيد القرن)                      |
|  |                                                                   |
|  | مزدوجات الأصابع (الجمال والخنازير والمشيميات وفرس النهر والحيتان) |
|  |                                                                   |

|  | آكل النمل الحرشفي (البنغولينات)                |
|  |                                                |
|  | لواحم (القطط والضباع والكلاب والدببة والفقمات) |
|  |                                                |

|  | مفردات الأصابع (الخيول والتابير ووحيد القرن)                      |
|  |                                                                   |
|  | مزدوجات الأصابع (الجمال والخنازير والمشيميات وفرس النهر والحيتان) |
|  |                                                                   |

|  | آكل النمل الحرشفي (البنغولينات)                |
|  |                                                |
|  | لواحم (القطط والضباع والكلاب والدببة والفقمات) |
|  |                                                |

|  | مفردات الأصابع (الخيول والتابير ووحيد القرن)                      |
|  |                                                                   |
|  | مزدوجات الأصابع (الجمال والخنازير والمشيميات وفرس النهر والحيتان) |
|  |                                                                   |

|  | آكل النمل الحرشفي (البنغولينات)                |
|  |                                                |
|  | لواحم (القطط والضباع والكلاب والدببة والفقمات) |
|  |                                                |

|  | مفردات الأصابع (الخيول والتابير ووحيد القرن)                      |
|  |                                                                   |
|  | مزدوجات الأصابع (الجمال والخنازير والمشيميات وفرس النهر والحيتان) |
|  |                                                                   |

|  | آكل النمل الحرشفي (البنغولينات)                |
|  |                                                |
|  | لواحم (القطط والضباع والكلاب والدببة والفقمات) |
|  |                                                |

|  | مفردات الأصابع (الخيول والتابير ووحيد القرن)                      |
|  |                                                                   |
|  | مزدوجات الأصابع (الجمال والخنازير والمشيميات وفرس النهر والحيتان) |
|  |                                                                   |

|  | آكل النمل الحرشفي (البنغولينات)                |
|  |                                                |
|  | لواحم (القطط والضباع والكلاب والدببة والفقمات) |
|  |                                                |

|  | مفردات الأصابع (الخيول والتابير ووحيد القرن)                      |
|  |                                                                   |
|  | مزدوجات الأصابع (الجمال والخنازير والمشيميات وفرس النهر والحيتان) |
|  |                                                                   |

|  | آكل النمل الحرشفي (البنغولينات)                |
|  |                                                |
|  | لواحم (القطط والضباع والكلاب والدببة والفقمات) |
|  |                                                |

|  | مفردات الأصابع (الخيول والتابير ووحيد القرن)                      |
|  |                                                                   |
|  | مزدوجات الأصابع (الجمال والخنازير والمشيميات وفرس النهر والحيتان) |
|  |                                                                   |

|  | آكل النمل الحرشفي (البنغولينات)                |
|  |                                                |
|  | لواحم (القطط والضباع والكلاب والدببة والفقمات) |
|  |                                                |

|  | مفردات الأصابع (الخيول والتابير ووحيد القرن)                      |
|  |                                                                   |
|  | مزدوجات الأصابع (الجمال والخنازير والمشيميات وفرس النهر والحيتان) |
|  |                                                                   |

### التاريخ
الحافريات فرع حيوي (أو رتبة كبيرة كما تسميها بعض التصنيفات) من الثدييات. الرتبتان الباقيتان من الحافريات هما مفردات الأصابع (وِتريات الأصابع) ومزدوجات الأصابع (شَفْعيات الأصابع). كانت فصيلة الوَبْريات وفصيلة الخيلانيات (أبقار البحر) والخرطوميات (الفيلة) ضمن مجموعة الحافريات في السابق، تبين بعد ذلك أن مجموعة الحافريات متعددة العرق وهي الآن تسمية غير صالحة. تُعد الرتب الثلاثة التي تنتمي إلى مجموعة شبه الحافريات فرعًا حيويًا وتُضم في الفرع الحيوي الوحشيات الإفريقية، أما الحافريات الحقيقية فتوضع في مجموعة اللوراسيات.
في 2009، وجدت الأبحاث الشكلية والجزيئية أن قرابة خنزير الأرض والوبر وأبقار البحر فيما بينها وقرابتها مع زبابيات الفيل والمدال والعسربيات أكثر من قرابتها بمزدوجات الأصابع ومفردات الأصابع، وتشكل مجموعة الوحشيات الإفريقية. وُضعت الفيلة والوبر وأبقار البحر في مجموعة شبه الحافريات، أما خنرير الأرض، فيعد قريبًا لها أو قريبًا من زبابيات الأرض في مجموعة الحاشرات الإفريفية. وهذا مثال صارخ عن التطور التقاربي.
يوجد اليوم خلاف بخصوص كون الحافريات الحقيقية الصغيرة مجموعة فرعية حيوية (على أساس تطوري) أو أنها مجموعة فينيقية (على أساس مورفولوجي) أو تصنيف شعبي (متشابهة ولكنها غير متقاربة بالضرورة). وجدت بعض الدراسات أن الحافريات الميزاكسونية والباراكسونية تشكل خط سلالة أحادي، ومرتبطة ارتباطًا وثيقًا بالأوابد (اللاحمة وآكلة النمل) في مجموعة الحافريات الأوابد أو الخفاشيات. لم تجد دراسات أخرى هذه الدرجة من القرابة، ويصنف البعض مفردات الأصابع على أنها أقرباء للخفاشيات والأوابد في مجموعة الوحشيات المجنحة، ويُصنف آخرون مزدوجات الأصابع على أنها قريبة من الخفاشيات.

## التاريخ التطوري
تشمل مفردات الأصابع ومزدوجات الأصابع معظم الثدييات البرية الكبيرة. ظهرت المجموعتان خلال العصر البلوسيني وانتشرتا سريعًا في مجموعة كبيرة من القارات وتطورتا على نحو متوازٍ منذ ذلك الوقت. يعتقد بعض العلماء أن الحافريات الحديثة تطورت من درجة تطورية من الثدييات تسمى اللقمانيات. يُعتقد أن جنس الحافريات الأولية أقدم عضو معروف من هذه المجموعة، وهي حيوانات ثديية عاشت مع الديناصورات غير الطائرة الأخيرة قبل نحو 66 مليون سنة. لا تعد كثير من المراجع الحافريات الأولية حيوانات مشيمية حقيقية، ناهيك عن كونها حافريات. كانت القرنيات الرهيبة من أوائل الثدييات العاشبة الكبيرة، ولكن علاقتها الدقيقة بالثدييات الأخرى مازالت محل جدال، إذ تقول إحدى النظريات إنها أقارب بعيدة للحافريات الباقية. تشير أحدث الدراسات إلى أنها تنتمي إلى الحافريات الحقيقية، وأقرب إلى جنس كارودينا.
في أستراليا، طور الحيوان الجرابي المسمى البندقوط خنزيري القدم المنقرض حديثًا حوافر تشبه حوافر مزدوجات الأصابع، وهو مثال عن التطور التقاربي.

### تطور مفردات الأصابع
كان يُعتقد أن مفردات الأصابع تطورت من عائلة فيناكودونتيدا، وهي حيوانات صغيرة بحجم الخراف أبدت سمات تشريحية ورثها أحفادها (تناقص حجم الإصبع الأول والخامس مثلًا). بحلول بداية الفترة الإيوسينية، قبل نحو 55 مليون سنة، تنوعت وانتشرت في قارات متعددة. تطورت الخيول والسناديات في أمريكا الشمالية، ويبدو أن الكركدنيات تطورت في آسيا من حيوانات شبيهة بالسناديات ثم استوطنت الأمريكيتين في الفترة الإيوسينية المتوسطة (قبل نحو 45 مليون سنة). ومن أصل 15 عائلة، نجت ثلاث عائلات. كانت تلك العائلات متنوعة للغاية في الشكل والحجم، شملت فصيلة برونتوثيريات الضخمة وفصيلة الوحشيات الحصباء الغريبة. وصل وزن أكبر حيوان من فصيلة مفردات الأصابع، وهو الكركدن الآسيوي باراسيراثيريم، إلى 15 طنًا متريًا، أي أكثر من ضعف وزن الفيل.
وُجد في دراسة تصنيفية أن أنثركوبونيدا والمدعمات، وهما سلالتان صُنفتا في السابق على أنهما من الوحشيات الإفريقية (أقرب على وجه التحديد إلى الفيلة)، يُصنفان على أنهما فرع حيوي وثيق الصلة بمفردات الأصابع. كانت المدعمات حيوانات برمائية رباعية القوائم كبيرة الأطراف قصيرة الذيول. بلغ طولها نحو 1.8 مترًا وزاد وزنها عن 200 كيلوغرامًا. وُجدت بقاياها الأحفورية من حافة المحيط الهادي الشمالية من جنوب اليابان عبر روسيا والجزر الأليوطية وساحل المحيط الهادي في أمريكا الشمالية حتى الطرف الجنوبي من ولاية باها كاليفورنيا. يشير شكل أسنانها وهياكلها العظمية إلى أن المدعمات كانت حيوانات عاشبة مائية تسكن المواطن الساحلية. تشير تسميتها إلى طواحنها المميزة، إذ كان ضرسها النموذجي يحتوي أعمدة جوفاء تشبه الأنابيب، أو فوهات البراكين في الأسنان البالية. كانت المدعمات الثدييات البحرية الوحيدة التي انقرضت.
تضم الحافريات الزوالية في أمريكا الجنوبية حيوانات تشبه السناديات مثل البيروثيرات والأسترابوثيرات، والليتوبترنات الميزاكسونية والحافريات الجنوبية المتنوعة. يُظن أن الحافريات الزوالية تطورت من حيوانات مثل هيوبسودوس. كانت علاقتها بالحافريات الأخرى مبهمة لفترة من الوقت. تحدى بعض الإحاثيين أحادية نسل الحافريات الزوالية من خلال اقتراح أن البيروثيرات قد تكون أكثر ارتباطًا بالثدييات الأخرى مثل شبيهات الكركدن (رتبة إفريقية ذات صلة بالفيلة) مقارنة بالحافريات الأمريكية الجنوبية الأخرى. وجدت دراسة حديثة اعتمدت على كولاجين العظام أن الحافريات الجنوبية والليتوبترنات وثيقة الصلة بمفردات الأصابع.
يرجع ظهور أقدم الأحفوريات المعروفة المنسوبة إلى الخيليات إلى الفترة الإيوسينية المبكرة، منذ 54 مليون سنة. نُسبت إلى جنس هيراكوثيريوم، ولكن النوع النمطي من هذا الجنس لم يعد عضوًا في هذه العائلة، وقُسمت الأنواع الأخرى في أجناس مختلفة. كانت هذه الخيليات المبكرة بحجم الثعلب ولها ثلاثة أصابع في الطرفين الخلفيين وأربعة في الطرفين الأماميين. كانت حيوانات عاشبة تتغذى على النباتات اللينة نسبيًا. وتكيفت مع الجري. يشير تعقيد أدمغتها إلى أنها كانت يقظة وذكية. قلّ عدد أصابع أقدامها في أنواعها اللاحقة، وتطورت فيها أسنان أكثر ملاءمة لطحن العشب والأطعمة النباتبة القاسية.
انفصلت الكركدنينات عن غيرها من مفردات الأصابع بحلول الفترة الإيوسينية المبكرة. يرجع ظهور أحفوريات هيراكيوس إكسيموس التي عاشت في أمريكا الشمالية إلى هذه الفترة. كان ذلك السلف الصغير عديم القرون يشبه السناديات أو الحصان الصغير أكثر من شبهه بوحيد القرن. تطورت ثلاث عائلات، كركدنيات وهيراكودونات وأمينودونات، تُجمع معًا في فصيلة عليا تُسمى الكركدنينات، ما أدى إلى انفجار في التنوع لم يسبق له مثيل حتى سببت التغييرات البيئية انقراض كثير من الأنواع.
ظهرت أولى حيوانات السناديات (التابيريات) مثل جنس هيبتودون في الفترة الإيوسينية المبكرة. كانت شبيهة بالأشكال الحديثة من السناديات، لكنها كانت بنصف حجمها تقريبًا، ولم يكن لها خرطوم. ظهرت أولى السناديات الحقيقية في الفترة الأوليغوسينية. وبحلول الفترة الميوسينية، أصبح من الصعب التمييز بين أجناس مثل ميوتابيروس والأنواع الموجودة. يعتقد أن السناديات الآسيوية والأمريكية انفصلت منذ نحو 20 إلى 30 مليون سنة، وهاجرت السناديات من أمريكا الشمالية إلى أمريكا الجنوبية منذ نحو 3 ملايين عام، ضمن التبادل الأمريكي العظيم.
كانت مفردات الأصابع المجموعة السائدة من الحيوانات العاشبة الكبيرة على الأرض خلال العصر الأوليغوسيني. ومع ذلك، ترافق ظهور الأعشاب في العصر الميوسيني (قبل نحو 20 مليون) بتغييرات كبيرة: أصبحت أنواع مزدوجات الأصابع ذات المعدة الأكثر تعقيدًا أكثر قدرة على التكيف مع النظام الغذائي الخشن منخفض القيمة الغذائية، وسرعان ما سادت في الأرض. ومع ذلك، نجت كثير من أنواع مفردات الأصابع وازدهرت حتى العصر الحديث الأقرب (قبل نحو 10,000 سنة) عندما واجهت ضغوط الصيد البشري وتغير المواطن.